# KTorrent
KTorrent ist ein freies, plattformübergreifendes Filesharing-Clientprogramm für das BitTorrent-Protokoll für KDE. Neben dem Übertragen von Dateien über das BitTorrent-Netzwerk bietet es viele zusätzliche Verwaltungs- und Protokollfunktionen und kann mit einer vergleichsweise effizienten und sparsamen Speicherverwaltung aufwarten.
KTorrent wird als Freie Software auch im Quelltext unter den Bedingungen der GNU General Public License (GPL) veröffentlicht. Es ist KDE-typisch in C++ geschrieben und nutzt das GUI-Toolkit Qt.

## Merkmale
Ein Herunterladen einzelner Dateien aus BitTorrent-Archiven, die Begrenzung der Übertragungsraten und eines Verteilungsverhältnisses sind möglich. Weiterhin werden Protokollverschlüsselung und trackerlose Torrents (mittels verteilter Hashtabellen) unterstützt.
Neben den Basisfunktionen des Hauptprogrammes stellen Zusatzmodule, die auch einzeln deaktiviert werden können, weitere Funktionen bereit. Unter anderem werden von vornherein Module mitgeliefert für
- Internetsuche nach Torrent-Dateien über die BitTorrent-Website oder andere, frei integrierbare Seiten,
- das automatische Bearbeiten von mit anderen Programmen heruntergeladenen Torrent-Dateien,
- Importieren und Fortsetzen von mit anderen BitTorrent-Clients begonnenen Übertragungen,
- gezieltes Blockieren einzelner IP-Adressen,
- Unterstützung sowohl von IPv6 als auch IPv4-Netzwerken,
- Universal Plug and Play (UPnP),
- Abonnieren von Torrents über Web-Feeds,
- das Auffinden von Gegenstellen (Peers) im lokalen Netz mittels Zeroconf,
- Nutzung von zusätzlichen http-Quellen,
- einen integrierten Mediaplayer, sowohl für noch in Transfer befindliche als auch abgeschlossene Mediadateien,
- die Steuerung über einen Webbrowser über eine Webschnittstelle,
- Bandbreitenverwaltung über einen detaillierten (Tages- und Wochen-)Zeitplaner
- Verwendung von Magnet-Links (ab Version 4.0)[4]

## Geschichte
Version 1.0 kam am 12. Juli 2005 heraus, schon am 30. November wurde Version 2 veröffentlicht.
Ab Version 2 unterstützt KTorrent den trackerlosen Betrieb und als erster Linux-Client außer dem Java-basierten Azureus (heute Vuze) die Protokollverschlüsselung.
In Version 2.1 wurde die Oberfläche überarbeitet, Torrents lassen sich nun gruppieren, um bei vielen Übertragungsvorgängen die Übersicht zu behalten und die Zeroconf-Erweiterung kam dazu.
Ab Version 3.0 wurde KTorrent auf die Bibliotheken der KDE-Version 4 umgestellt. Ab Version 3.1 ist es auch unter Windows möglich, die Software zu nutzen.